# Яковлев, Борис Николаевич (художник)
Бори́с Никола́евич Я́ковлев (5 [17] сентября 1890, Москва — 8 декабря 1972, Москва) — русский и советский художник-пейзажист.
Член-корреспондент Академии художеств СССР (1958). Член Ассоциации художников революционной России (выступал одним из организаторов АХРР в 1922 году).

## Биография
Родился 5 сентября (17 сентября по новому стилю) 1890 года в Москве.
Окончил Московский университет. Затем окончил Московское училище живописи, ваяния и зодчества (МУЖВЗ) по мастерской Аполлинария Васнецова и Алексея Степанова в 1918 году. Учился также у Сергея Малютина и Абрама Архипова.
С 1916 года начал участвовать в выставках. В 1917 году, будучи студентом МУЖВЗ, художник экспонировал свои произведения на 17-й периодической художественной выставке Нижегородского общества любителей художеств. В 1921 году выставлялся с группой «Мир искусства». С 1922 года — участник выставок СРХ.
Много путешествовал по стране: в 1925 году побывал в Самарканде, в 1928 — в Крыму, в 1929 — в Баку, в 1930 — в Ленинграде (на Балтийском заводе), в 1931 — на Свирьстрое, в 1932 — в Майкопе, в 1933 — в Грузии (на Сурамском перевале). Совершил две поездки на Урал (1933 и 1934). В 1935 году был в Дагестане, а в 1936 году — в Карелии.
В годы Великой Отечественной войны создал ряд выразительных произведений о Москве.
Преподавал во ВГИКе в 1956—1963 годах, профессор. Член КПСС с 1960 года.
Персональные выставки художника проходили в Москве (1943 — Третьяковская галерея, 1966) и в Киеве (1959).
Умер 8 декабря 1972 года в Москве. Похоронен в Звенигороде на городском кладбище.

## Награды
- Народный художник РСФСР (1962).

## Работы
Мастер на тему индустриального и лирического пейзажа. Одним из первых советских художников обратился к жанру индустриального пейзажа, воспевающего «романтизм» социалистического строительства. Его известные работы также на тему индустриализации страны: «Транспорт налаживается» (1923 год) и лирический пейзаж «Пашня» (1950-е годы).
Картины Яковлева присутствовали на выставках «Художники Российской Федерации за 15 лет», «Индустрия социализма», Всесоюзные художественные выставки и других.
Произведения хранятся в Третьяковской галерее, Русском музее, многих региональных музеях.